# Elecciones parlamentarias de Hungría de 2006
Las elecciones parlamentarias de Hungría de 2006 fueron las quintas elecciones libres desde la caída del comunismo y tuvieron lugar entre el 9 y el 23 de abril del mencionado año, con el objetivo de renovar 386 escaños de la Asamblea Nacional mediante un sistema mixto de representación proporcional por lista (152), escrutinio mayoritario uninominal (176) y sumatoria "compensatoria" nacional (58).
Estos comicios resultaron en la victoria del gobernante Partido Socialista Húngaro (MSZP) que obtuvo el 43.21% de los votos y mayoría simple en el legislativo con 190 de las 386 bancas, a 4 escaños de la mayoría absoluta. En segundo lugar quedó el partido Fidesz-Unión Cívica Húngara, con el 42.03% de los sufragios y 164 escaños. A pesar de que sobrepasó a su rival por tan solo 1.18 puntos, el MSZP obtuvo 26 escaños más que Fidesz. Ambos partidos juntos capitalizaron el 85.24% de los votos los dos juntos, por lo que las elecciones de 2006 fueron las más polarizadas desde la restauración de la democracia, y de la historia electoral húngara en general. Este resultado fue, por tanto, ampliamente desfavorable para los demás partidos políticos, en especial la Alianza de los Demócratas Libres (SZDSZ) y el Foro Democrático de Hungría (MDF), que lograron de todas formas conservar su representación parlamentaria. La participación electoral fue del 67.80% en la primera vuelta uninominal y en la elección de representación proporcional.
Con este resultado, el primer ministro Ferenc Gyurcsány accedió a un segundo mandato, encabezando el primer gobierno reelecto desde la restauración democrática. Sin embargo, tan solo unos meses después de las elecciones, emitió en un discurso secreto declaraciones sumamente controvertidas, criticando a su propio gobierno y utilizando términos malsonantes para referirse al propio país, lo que haría estallar una aguda crisis política y acabaría costándole al Partido Socialista casi todo su peso electoral en las siguientes elecciones y no pudiendo recuperarse electoralmente hasta la actualidad.

## Sistema electoral
La unicameral Asamblea Nacional de 386 miembros (Országgyűlés), el órgano supremo de la autoridad estatal, inicia y aprueba la legislación impulsada por el primer ministro. Un partido tenía que ganar al menos el 5% del voto nacional para formar una facción parlamentaria. La Asamblea Nacional tenía 386 miembros, elegidos para un mandato de cuatro años: 176 miembros en distritos electorales uninominales, 152 por representación proporcional en distritos electorales con múltiples escaños (utilizando listas territoriales) y 58 miembros (usando una lista nacional) para realizar representación proporcional.
La elección tomó más de dos días. El 9 de abril se celebraron elecciones en todos los distritos electorales, tanto para un solo escaño como para varios escaños. Para ser elegido en un distrito electoral de un solo asiento, un candidato necesita recibir más del 50% de los votos; en las elecciones de 2006, el vencedor recibió más del 50% de los votos en 66 de los 176 distritos electorales de un solo escaño. Se realizó una segunda vuelta en los 110 distritos electorales uninominales en la que se excluyeron a todos los candidatos menos los tres principales (y todos los candidatos que alcancen el 15%) de la primera vuelta.
Las elecciones de varios puestos también tuvieron lugar durante la primera ronda de votación. 146 de los 152 asientos fueron ocupados usando representación proporcional. Los 6 restantes se agregaron a la lista nacional. El país se dividió en 20 regiones para las elecciones con múltiples escaños con un número variable de miembros por región. Cuando un partido ganaba más miembros en un regional de lo que merecía, los votos sobrantes se dedujeron del total que recibió en la segunda vuelta. En consecuencia, un partido que recibió menos escaños de los que merecía tuvo los votos de déficit agregados a su total en la segunda ronda. Otros 58 (más 6 no elegidos de los distritos electorales de un solo escaño en la primera vuelta) fueron elegidos utilizando una lista nacional para lograr un resultado más proporcional.
Antes de las elecciones, los partidos debían registrarse en la Oficina Nacional Electoral. Después del registro, los partidos tenían derecho a recopilar referencias. Cada candidato tuvo que recoger 750 referencias en su distrito. Si un partido recolectara el número requerido en dos distritos (en Budapest 8, Pest 5 y Borsod-Abaúj-Zemplén 3) en un condado, entonces podría presentar una lista en distritos electorales regionales. Si un partido tiene al menos siete listas regionales, podría presentar una lista nacional de compensación. El 17 de marzo fue el último día en que se pudo registrar un partido, una lista o un candidato. Para el 28 de febrero, 49 partidos solicitaron el registro y 45 fueron registrados por la Oficina Nacional Electoral.

## Campaña
El 10 de abril, los dos partidos de la coalición gobernante (el Partido Socialista Húngaro y la Alianza de Demócratas Libres) anunciaron que repetirían su alianza en las segundas vueltas. El Partido Socialista retiró tres de sus candidatos a favor de la Alianza, y la Alianza retiró los 55 candidatos restantes (todos los cuales habían terminado en tercer lugar), y pidió a sus votantes que apoyaran a los socialistas. Los líderes de los dos partidos realizaron una campaña común entre las dos rondas.
La oposición no estaba unida. El Foro Democrático de Hungría (MDF) que traspasó el umbral del 5%, dejó en claro que no apoyaría al ex primer ministro Viktor Orbán para volver al poder. Orbán intentó obtener su apoyo declarando que había renunciado a la candidatura del primer ministro, y buscó un candidato de compromiso, Péter Ákos Bod, pero el MDF mantuvo su independencia; por lo tanto, no retiraron sus candidatos del tercer lugar. Sin embargo, algunos candidatos de MDF no estaban de acuerdo con esto, y se retiraron a favor de Fidesz.

## Encuestas de opinión
| Encuestadora | Publicación     | MSZP  | Fidesz | SZDSZ | MDP  | Centro | MMP  | MIÉP | Otros |
| ------------ | --------------- | ----- | ------ | ----- | ---- | ------ | ---- | ---- | ----- |
| Encuestadora | Publicación     |       |        |       |      |        |      |      | Otros |
| Encuestadora | Publicación     |       |        |       |      |        |      |      | Otros |
| Gallup       | Enero de 2006   | 42.0% | 48.0%  | 3.0%  | 3.0% | 2.0%   | 1.0% | 1.0% | 0.0%  |
| Gallup       | Febrero de 2006 | 42.1% | 41.7%  | 5.8%  | 4.4% | 2.8%   | 0.8% | 1.6% | 0.8%  |
| Gallup       | Marzo de 2006   | 44.7% | 44.2%  | 4.6%  | 3.7% | 0.6%   | 0.4% | 1.4% | 0.4%  |

## Ley electoral
- El número de escaños asignados a cada provincia es perfectamente proporcional al peso de su población en la del país. Como media hay un diputado por cada 26 000 habitantes.
- Para ser nombrado candidato en uno de los 176 distritos individuales es necesario recoger al menos 750 firmas de apoyo dentro de ese distrito. Cada persona con derecho a voto recibe una «cédula» preelectoral que solo puede entregar a un candidato a modo de apoyo.
- El país se divide en 20 provincias que constituyen los distritos electorales para las listas de partidos. Para que un partido presente una lista en la provincia debe previamente conseguir candidatos individuales en al menos en el 25% de los distritos individuales de esa provincia.
- Los partidos que consiguen presentar candidatos en al menos siete provincias pueden designar candidatos también para la Lista Nacional. Esta lista no se vota sino que se utiliza posteriormente para repartir proporcionalmente el llamado «voto sobrante», es decir, el que no ha sido suficiente para lograr un diputado. Se suman todos los «votos sobrantes» de partidos y se reparten proporcionalmente entre ellos los 58 escaños reservados a la Lista Nacional. Para obtener escaños de esta forma es necesario haber superado la barrera del 4% del total nacional de los votos emitidos.
- La misma persona puede ser candidato en los tres distritos el local, el provincial, y el nacional. (Todas las principales figuras de los partidos se presentan en esta Lista además de las otras dos, puesto que el sistema asegura a los primeros nombres de esta lista las mayores probabilidades de resultar designado).
- Para obtener representación en el Parlamento, un partido necesita el 4% de los votos nacionales emitidos. Esto no se aplica, lógicamente, a los candidatos de los distritos individuales, que consiguen su escaño no como miembros de los partidos sino como representantes personales.
- La votación es válida en la primera vuelta si la participación es al menos del 50% y si en los distritos individuales algún candidato obtiene más del 50% de los votos emitidos. Los candidatos que se presentan a la segunda vuelta en los distritos individuales son los que consiguieron más del 15% de los votos, o bien, si no hay al menos dos en esta situación, se presentan los tres más votados. En la segunda vuelta basta con una participación del 25%.
- En los 176 distritos individuales resulta elegido el candidato que obtenga más votos. En caso de empate en la segunda vuelta, se repetirán las elecciones en el distrito. No se trata de una tercera vuelta sino de una repetición de todo el proceso.
- En los 20 distritos provinciales, la asignación de diputados a cada lista de partido se realiza con una distribución proporcional siguiendo una variante del método Droop.

## Resultados
|  | 43.21 % |

|  | 43.11 % |

|  | 42.03 % |

|  | 41.99 % |

|  | 6.50 % |

|  | 6.31 % |

|  | 5.04 % |

|  | 4.41 % |

|  | 2.20 % |

|  | 1.72 % |

|  | 1.02 % |

|  | 2.12 % |

|  | 0.34 % |

|  | 99.13 % |

|  | 99.06 % |

|  | 0.87 % |

|  | 0.94 % |

|  | 100.00 % |

|  | 100.00 % |

|  | 67.80 % |